# Ceramiche Refin
Ceramiche Refin S.p.A. is een Italiaanse producent van keramische tegels die gevestigd is in Salvaterra (Italië).

## Geschiedenis
Ceramiche Refin Spa werd opgericht in 1961 in het Italiaans industrieel keramiekdistrict van Sassuolo. De daarop volgende jaren produceerde het bedrijf "biscuit", een halffabricaat in keramiek waarop in een later stadium een glazuurlaag moet worden aangebracht.

Mettertijd vervolledigde het bedrijf zijn productiecyclus door de fabricatie van vloertegels in bicuisson, wat uitgebreid werd in het begin van de jaren 70 door de productie van bicuisson wandtegels.

Refin wordt een leader in de productie van roodbakkende monocuisson vloertegels vervaardigd uit plaatselijke kleisoorten, mede dankzij de productie van grote tegelformaten (destijds tot 44x44cm).

De productie en verkoop van biscuit werd stopgezet in 1983, ten voordele van de productie van monocuisson met witte klei. Tijdens de jaarovergang 1987-1988 werd het nieuwe keramisch bedrijf "City" opgekocht, bestemd voor de productie van monocuisson vloer- en wandtegels.

In het begin van de jaren ’90 verdiepte Refin zich in de productie van door-en-door gekleurd en geëmailleerd gres porcellanato.

Sinds 1998 behoort Ceramiche Refin tot de Gruppo Concorde. In dat jaar werd ook de volledige bedrijfsinstallatie gemoderniseerd.

Tijdens het eerste decennium van 2000 beleefde het bedrijf een ware groeifase.

Ceramiche Refin S.p.A. is lid van de U.S. Green Building Council, de vereniging die de LEED-certificering, een certificering voor duurzame bouwprojecten, verspreidt.